# Вудхауз, Джон, 3-й граф Кимберли
Джон Вудхауз, 3-й граф Кимберли (англ. John Wodehouse, 11 ноября 1883 — 16 апреля 1941, Лондон) — британский игрок в поло и политик, чемпион и серебряный призёр летних Олимпийских игр.
На Играх 1908 года Вудхауз играл за Харлингемский клуб, который, проиграв в единственном матче, занял второе место и выиграл серебряные медали.
На Играх 1920 года Вудхауз выступал за отдельную сборную Великобритании, которая, обыграв Бельгию и Испанию, стала чемпионкой Игр.
Помимо этого, Вудхауз был членом парламента Великобритании.